# 자크 페데
자크 페데(Jacques Feyder, 1885년 7월 21일 ~ 1948년 5월 24일)은 벨기에의 배우, 작가, 영화 감독이다. 주로 프랑스에서 활동하였고, 미국과 영국, 독일에서도 활동하였다.
무대배우에서 영화계로 들어갔고, 1916년 감독으로 진출, 제2차 세계대전 전의 프랑스 영화의 대표적 존재가 되었다. 1948년 스위스에서 병사하였다.
그의 작품은 프랑스 전통의 리얼리즘과 아름다운 영상으로 주목받았다. 대표작으로는 《암거미》 《눈사태》 《모습》 《외인부대》 《미모자 관(館)》 《여자만의 도시》 《투구없는 기사(騎士)》 등이 있다.